# Bioszervetlen kémia
A bioszervetlen kémia az egyes elemek és szervetlen vegyületek biológiai funkcióival, élettani hatásaival, biocid és toxikológiai sajátosságaival foglalkozó tudomány. A biológia és kémia határterülete. 
A bioszervetlen kémiai ismeretek alaptudományos jelentőségükön túl a humán táplálkozástudományokban, az állatorvostudományokban, a mezőgazdasági takarmányozástanban, a növényvédelmi és trágyázási szakterületeken, valamint a környezetvédelemben jelentősek.
A bioszervetlen kémia elvileg a biokémia részét képezi, de tudománytörténeti kialakulásuk miatt ma még elkülönülnek egymástól. A biokémiai monográfiák, szak- és tankönyvek gyakran egyáltalán nem tartalmaznak szervetlen kémiai fejezeteket.